# Saifen-Boden
Saifen-Boden è stato un comune austriaco nel distretto di Hartberg-Fürstenfeld (e in precedenza in quello di Hartberg), in Stiria. È stato soppresso il 31 dicembre 2014 e dal 1º gennaio 2015 le sue frazioni di Obersaifen e Winkl-Boden sono state aggregate al comune di Pöllau assieme ai comuni soppressi di Rabenwald, Schönegg bei Pöllau e Sonnhofen.